# Edifici de La Equitativa (València)
L'edifici de La Equitativa està situat a la plaça de l'Ajuntament número 26 de la ciutat de València. Es tracta d'un edifici que data de l'any 1927, obra de l'arquitecte Vicente Rodríguez Martín.
El projecte és obra de l'arquitecte valencià Vicente Rodríguez Martín. Fon construït per albergar la seu de la Companyia d'Assegurances La Equitativa a València. Les obres es varen iniciar en 1927 i varen acabar l'any 1928. El seu estil arquitectònic té clares influències del classicisme academiciste. Fon concebut per a ser usat com a oficines, vivendes i local comercial.
L'edifici consta de planta baixa, entresol i sis altures. Està rematat per un frontó partit a on consta el seu promotor La Equitativa - Fundación Rosillo. Corona l'edifici el símbol de la companyia d'assegurances, una escultura de dona de grans dimensions amb una balança a les mans.